# القناع المسكون
صرخة الرعب: القناع هي إحدى روايات الرعب للأطفال للكاتب الأمريكي المشهور (أر.إل ستاين). الرواية كانت من أكثر سلسلة  "صرخة الرعب" نجاحا، ونتيجة لذلك فقد تم تحويلها إلى فيلم، وبعد ذلك تم تصويرها في حلقتين من المسلسل التلفيزيوني الذي يحمل نفس الاسم.

## القصة
القصة تتلخص في فتاة خجولة تقتني قناعا مصنوع من مادة خاصة تستخرج من لبن الأشجار، لتفاجئ في ما بعد بأن ذلك القناع مسكون من طرف شخصية تسيطر عليها وتغير شخصيتها الأصلية.